# 人民住宅

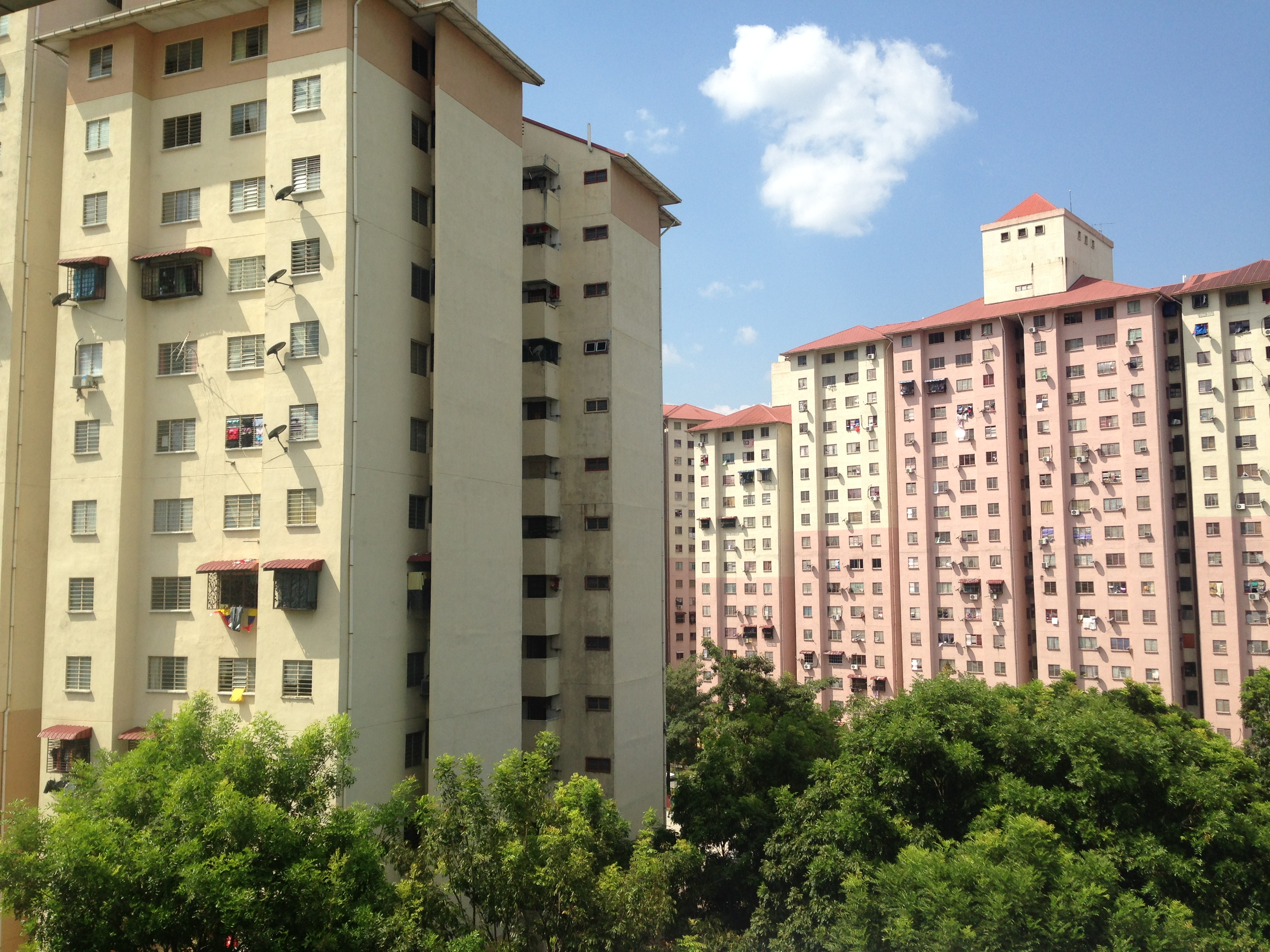
位於武吉加里爾的人民組屋（PPR）

人民住宅（簡稱PRR），2024年9月5日前稱人民組屋（簡稱PPR）為馬來西亞房屋及地方政府部於1998年推出的惠民房屋政策，期望當地國民透過這些計畫，使低收入者能有能力購買或擁有屬於自己的房子。人民組屋可分為兩類，分別為人民租借房屋及人民自擁房屋。人民自擁房屋的售價在西馬的價格介於3萬至3.5萬令吉之間，在東馬則是40.5萬令吉。在2015年起，馬來西亞政府已停止銷售這類房屋，新蓋的組屋全數改為人民租借房屋，其租金每月124令吉至300令吉之間，符合資格者不需繳納任何首期費用，只需每月繳納租金，直到某個限定期間後，就可成為屋主，但若連續三個月未能繳付租金，政府將回收該房子，受惠者在接收房屋前，名單將公開，並接收民眾投訴，發現不符合資格者，其資格將會被取消，名額亦會轉讓給其他符合資格者。

## 歷史
馬來西亞在獨立初期的20世紀50年代末至60年代間，為了讓中下階級及貧窮人士能有住所，於是政府在各個城鎮，如吉隆坡、八打靈再也、檳城、新山、怡保、巴生、馬六甲等之市中心開始新建高樓層的組屋，如吉隆坡市中心在這段期間就出現了蘇萊曼組屋（英語：Sulaiman Courts，建於1957年，樓高11層，共有295個單位，於1986年因市中心Sogo百貨的建設而被拆除）、東故阿都拉曼組屋（英語：Pekeliling Flats，俗稱“17樓”，建於1964至1967年間，在2006至2014年，3棟組屋建築被拆除）、拉薩組屋（英語：Razak Mansion，1968年完工，15座四層式組屋共有600個單位）、斯里雪兰莪组屋（英語：Sri Selangor Flats，由于落在辛炳路，因此也常被称为辛炳组屋（San Peng Flats），1972年竣工，共有6棟建築、每棟16層高）等組屋群。不過在80年代末至90年代，馬來西亞政府已開始逐漸減少興建組屋。
吉隆坡市政府提出在2005年實現“零木屋計畫”，為了解決境內大量居住在非法木屋的人口，以及每年大量從外州移入巴生谷的人群，於是人民組屋計畫在1996年被提出，以取代獨立初期所推行的組屋計畫，人民組屋與組屋的不同點是人民組屋的住戶不擁有房子的擁有權，房子擁有權是政府，政府以租借的方式給予那些都市更新計畫下，被迫遷移的家庭居住，住戶每月必須繳交房租給政府，在計畫推行初期，亦有部分係採用低廉的售價販售給人民。人民組屋計畫於1998年開始在實現。為了能有效利用都市內逐漸稀少的土地及大量的人口，這些人民組屋皆為多層建築，以巴生谷都會區為例，這些建築統一為18樓層，每層有20間單位，每間單位的大小不小於 700 平方米，共有3間臥室、1間客廳、1間廚房和 2間浴室。

## 申請條件
申請人民組屋的單位需符合以下條件：
- 馬來西亞公民
- 18歲以上
- 家庭收入每个月低於2500令吉
- 未曾擁有其他房子單位
- 已婚